# Troupe de la Comédie-Française en 1790

## Composition de la troupe de laComédie-Française(Théâtre de la Nation) en1790
L'année théâtrale commence le 12 avril 1790 et se termine le 16 avril 1791.
| Directeurs : les Acteurs           |                                 |
| Acteurs                            | Actrice                         |
| Molé                               | Bellecour                       |
| Larive                             | Vestris                         |
| Dugazon                            | Giguet                          |
| Desessarts                         | Lachassaigne                    |
| Dazincourt                         | Suin                            |
| Fleury                             | Saint-Val                       |
| Bellemont                          | Raucourt                        |
| Vanhove                            | Contat                          |
| Dorival                            | Thénard                         |
| Saint-Prix                         | Joly                            |
| Saint-Fal                          | De Vienne                       |
| Naudet                             | Émilie Contat                   |
| Dunant                             | Petit                           |
| Grammont                           | Lauréat                         |
| Larochelle                         | Candeille                       |
| Talma                              | Desgarcins                      |
| Roga                               | Fleury                          |
| Marsy                              | Masson                          |
| Marchand                           | Charlotte                       |
| Champville                         | Lange                           |
| Deshayes                           | Simon                           |
| Gérard                             |                                 |
| Grand-Ménil                        |                                 |
| Danseurs                           | Danseuses                       |
| Deshayes, maître des ballets       | Mlle Collomb, première danseuse |
| Nores, premier danseur             | Aimée, danseuse en double       |
| Doucet, danseur en double          | Bourgeois, danseuse en double   |
| Marchand                           | Dantié                          |
| Gignet                             | Bourgeois cadette               |
| Cosson                             | Durand                          |
| Évrard                             | Duchaumont aînée                |
| Audill                             | Védi                            |
| Mulot                              | Duchaumont cadette              |
| Rogat                              | Vaudrelant                      |
| Huot                               | Félicité                        |
| Chaudet, répétiteur                |                                 |
| Orchestre                          |                                 |
| Baudron, 1er violon et compositeur | La Lance, 1er violon            |
| Chaudet, 1er violon                | Fillion, 1er violon             |
| Rose, 1er violon                   | Marteau, 1er violon             |
| Cunissy, 2d violon                 | Fleury, 2d violon               |
| Rameau, 2d violon                  | Milot, 2d violon                |
| Bertrand, 2d violon                | Hugot, 2d violon                |
| Rougeaux, alto                     | Prot, alto                      |
| André, hautbois                    | Le Det, timbalier               |
| Deshais, hautbois                  | Ducreux, haut-bois              |
| Pilet, hautbois                    | Tuasch, basson                  |
| Dumonet, cor                       | Heins, cor                      |
| Jolet, basse                       | Chapelet, basse                 |
| Toutant, basse                     | Prunelle, basse                 |
| Gresset, contrebasse               | Raoul, copiste                  |

## Source
- Almanach général de tous les spectacles de Paris et des provinces, pour l'année 1791, Paris 1791.